# Bargème
Bargème is een gemeente in het Franse departement Var (regio Provence-Alpes-Côte d'Azur) en telt 115 inwoners (1999). De plaats maakt deel uit van het arrondissement Draguignan. Bargème is lid van Les Plus Beaux Villages de France.

## Geografie
De oppervlakte van Bargème bedraagt 28,3 km², de bevolkingsdichtheid is 4,1 inwoners per km².
De onderstaande kaart toont de ligging van Bargème met de belangrijkste infrastructuur en aangrenzende gemeenten.

## Demografie
Onderstaande figuur toont het verloop van het inwonertal (bron: INSEE-tellingen).